# 588 Ахил
Вижте пояснителната страница за други значения на Ахил.
588 Ахил е първият открит троянски астероид в Слънчевата система. Той обикаля около точката L4 на Юпитер и е открит през 1906 г. от германския астроном Макс Волф. Това е първият астероид, който потвърждава на практика изводите от теоретичния труд за задачата на трите тела на Лагранж (1772).

## Име
Наречен е в чест на ахейския герой Ахил от троянския епос Илиада. Затова и следващите астероиди, открити в равновесните точки на Юпитер L4 и L5 получават имената на герои от Троянската война. Астероидите от L4 се носят имената на ахейците, а от L5 – на троянци. Има само две изключения – астероидът 624 Хектор е в гръцкия лагер, а 617 Патрокъл – в троянския.

## Орбита и размер
588 Ахил обикаля около Слънцето на разстояние от 4,42 – 5,97 AU, в точката на Лагранж L4 от системата Слънце – Юпитер. Движи се в орбитален резонанс 1:1 с Юпитер, като прави една обиколка около Слънцето за 11 години и 10 месеца, или за 4337 земни денонощия. Орбитата му има ексцентрицитет 0,15 и инклинация 10,318°.
Размерът му е около 135,5 km в диаметър и е шестият по големина от троянските астероиди на Юпитер. Масата му е около 2,6×1018 kg.
588 Ахил е с много ниско албедо и спада към астероиди клас D.